# إستافانا بولمان
إستافانا بولمان (بالهولندية: Estavana Polman) مواليد 5 أغسطس 1992 في آرنم، هي لاعبة كرة يد هولندية تلعب كوسط مدافع. مثلت منتخب هولندا لكرة اليد للسيدات. شاركت في دورة الألعاب الأولمبية الصيفية سنة 2016. حققت المركز الثاني في بطولة العالم لكرة اليد للسيدات 2015.

## سجل المنافسة
شاركت في البطولات التالية:
- الألعاب الأولمبية الصيفية 2016
- بطولة العالم لكرة اليد للسيدات 2011
- بطولة العالم لكرة اليد للسيدات 2013
- بطولة العالم لكرة اليد للسيدات 2015
- بطولة أوروبا لكرة اليد للسيدات 2014
- بطولة أوروبا لكرة اليد للسيدات 2016

## الميداليات
| الميدالية | المسابقة                            |
| --------- | ----------------------------------- |
| فضية      | بطولة العالم لكرة اليد للسيدات 2015 |
| فضية      | بطولة أوروبا لكرة اليد للسيدات 2016 |

## روابط خارجية
- إستافانا بولمان على موقع الاتحاد الأوروبي لكرة اليد (الإنجليزية)
- إستافانا بولمان على موقع اللجنة الأولمبية الدولية (الإنجليزية)
- إستافانا بولمان على موقع أوليمبيديا (الإنجليزية)
- إستافانا بولمان على موقع تيم أن.أل (الهولندية)